# Widgiemoolthalita
La widgiemoolthalita és un mineral de la classe dels carbonats. Rep el seu nom de la seva localitat tipus, la mina 132 nord, situada a prop de Widgiemooltha, a Austràlia Occidental.

## Característiques
La widgiemoolthalita és un carbonat de fórmula química Ni₅(CO₃)₄(OH)₂·5H₂O. Cristal·litza en el sistema monoclínic. La seva duresa a l'escala de Mohs és 3,5.
Segons la classificació de Nickel-Strunz, la widgiemoolthalita pertany a «05.DA: Carbonats amb anions addicionals, amb H₂O, amb cations de mida mitjana» juntament amb els següents minerals: dypingita, hidromagnesita, giorgiosita, artinita, indigirita, clorartinita, otwayita, zaratita, kambaldaïta, cal·laghanita, claraïta, hidroscarbroïta, scarbroïta, caresita, quintinita, charmarita, stichtita-2H, brugnatel·lita, clormagaluminita, hidrotalcita-2H, piroaurita-2H, zaccagnaïta, comblainita, desautelsita, hidrotalcita, piroaurita, reevesita, stichtita i takovita.

## Formació i jaciments
Va ser descoberta l'any 1992 a la mina 132 Nord, a prop de Widgiemooltha, a Austràlia Occidental (Austràlia), sent l'únic indret on ha estat trobada aquesta espècie mineral.